# Bochum
Bochum là một thành phố trong bang Nordrhein-Westfalen của nước Đức. Thành phố có diện tích 145,4 km². Nó nằm trong khu vực Ruhr và được bao quanh bởi các thành phố (theo hướng chiều kim đồng hồ) Herne, Castrop-Rauxel, Dortmund, Witten, Hattingen, Essen và Gelsenkirchen. Với dân số gần 377.000, đây là thành phố đông dân thứ 16 của Đức.